# ابرلیدی
ابرلیدی (به انگلیسی: Aberlady) یک روستا در بریتانیا است که در لوتیان شرقی واقع شده‌است. ابرلیدی ۸۷۳ نفر جمعیت دارد.